# Paul Bern
Paul Bern, eg. Paul Levy, född 3 december 1889 i Hamburg, Tyskland, död 5 september 1932 i Los Angeles, Kalifornien, USA, var en tysk-amerikansk filmregissör och manusförfattare.
Bern var gift med skådespelerskan Jean Harlow i ett par månader innan sin död (förmodat självmord).